# Elthusa propinqua
Elthusa propinqua là một loài chân đều trong họ Cymothoidae. Loài này được Richardson miêu tả khoa học năm 1904.